# ناگار تانیگاوا
ناگار تانیگاوا (به انگلیسی: Nagaru Tanigawa) (زاده ۱۹ دسامبر ۱۹۷۰) نویسنده ژاپنی است که بیشتر بخاطر خلق مجموعه لایت ناول هاروهی سوزومیا شناخته می‌شود. او فارغ‌التحصیل دانشکده حقوق در دانشگاه کوانسی گاکوین است. تانیگاوا در نوشتن مجموعه لایت ناول‌های خود وقفه انداخت و مجموعه مانگای Amnesia Labyrinth را نوشت که به صورت سریالی در مجله Dengeki Bunko منتشر شد.